# Trompeterkorps
Ein Trompeterkorps war die Nachrichtentruppe einer berittenen Truppe, also der Kavallerie oder der Feldartillerie im Felde. In Friedenszeiten arbeitete es als Musikkorps.
Ihre Blütezeit hatten die Trompeterkorps im 19. Jahrhundert. Es gab sie in Preußen, Sachsen, Bayern, Österreich (bis 1866), im Vereinigten Königreich, in Schweden und Frankreich. Frankreich, England und Schweden unterhalten bis heute noch Trompeterkorps zu Repräsentationszwecken.

## Besetzung
Eine Kavalleriemusik besteht nur aus Blechinstrumenten: Flügelhörner (früher Pistons genannt), Trompeten in B und Es, Basstrompeten, Alt- und Tenorhörner, Bariton, Posaunen, Tuben (Bombardon) und Helikons. Es fehlen Klarinetten, Flöten, Oboe, Saxophone und das Fagott. Waldhörner wurden ebenfalls nicht besetzt. Diese gehörten zum Musikkorps der Jäger-Bataillone.
Als Schlagzeug waren in der Regel nur die Kesselpauken etatmäßig zugelassen. Dennoch sind auf alten Bildern auch manchmal die Große und Kleine Trommel zu sehen.
Im 19. Jahrhundert war es üblich, dass jedes Regiment ein Musikkorps besaß. Im Deutschen Reich gab es 110 Kavallerie- und 96 Feldartillerie-Regimenter, das ergab eine Summe 206 Trompeterkorps. Nur 26 Regimenter davon besaßen etatmäßig Kesselpauken. Vor allem in den Königreichen Sachsen und Bayern waren sie rar.

## Uniform

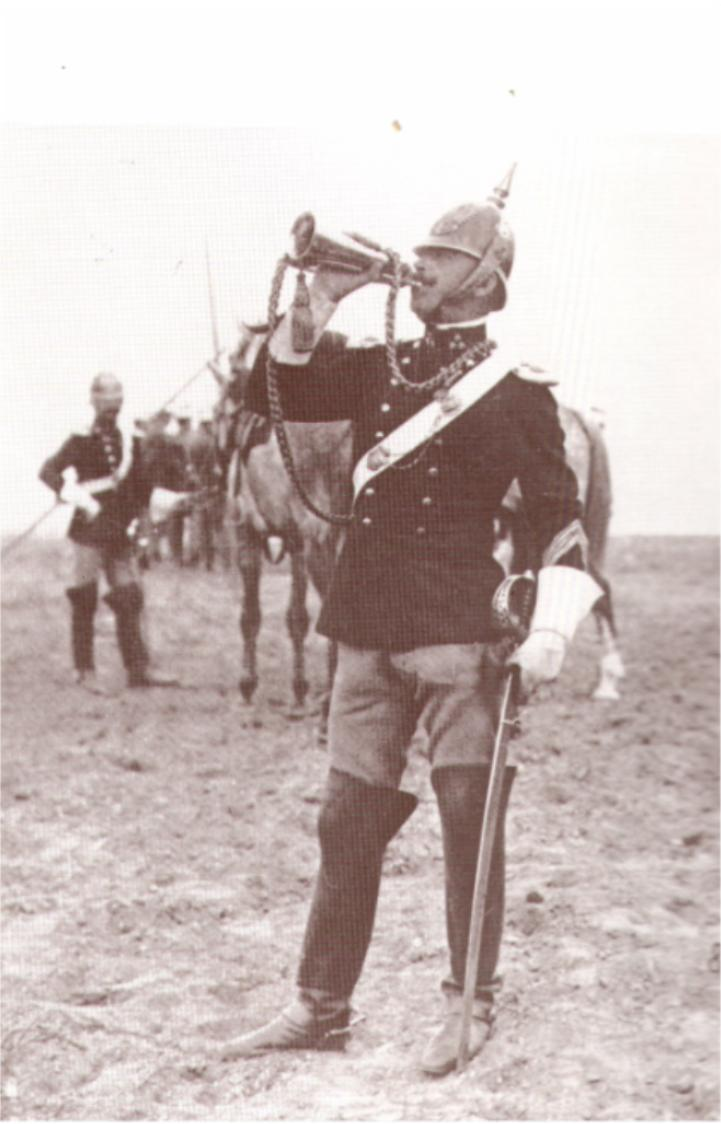
Trompeter um 1908

Die Kavallerie-Regimenter hatten traditionsgemäß unterschiedlichste Uniformierungen. So gab es Kürassiere, Schwere Reiter, Ulanen, Dragoner, Chevaulegers, Husaren und Jäger zu Pferde. So waren auch die Trompeterkorps unterschiedlich bunt uniformiert. Die Militärmusiker waren stets an den so genannten Schwalbennestern zu erkennen. Dies waren rote Ansätze oben am Ärmel, versehen mit weißen Litzen, die nach unten verliefen. Bei den Trompetern der Kavallerie und Feldartillerie liefen diese leicht schräg nach vorne.

## Dienstgrade im Deutschen Reich
- Stabstrompeter (Leiter des Trompeterkorps)
- Pauker (Kesselpauke, auch Stellvertretender Leiter)
- Sergeant-Trompeter (Stellvertretender Leiter)
- Unteroffiziers-Trompeter (Berufssoldaten)
- Trompeter (Berufssoldaten im Gefreitenstand)
- Hilfstrompeter (Wehrpflichtige im niedrigsten Mannschaftsdienstgrad; drei Jahre Wehrpflicht)

## Aufgabe und Einsatz
Die Trompeterkorps bestanden im Deutschen Reich nur zu Friedenszeiten. Im Krieg wurden sie aufgelöst. Während bei der Infanterie die so genannten Hautboisten (Musiker der Infanterie) in der Schlacht als Sanitäter eingesetzt wurden, hatten sie in der Etappe durchaus wieder musikalische Aufgaben für die Unterhaltung und Ablenkung der Truppe, für Paraden und Präsentierungen, zeitweilig unterstützen sie sogar das Marschieren der Truppe durch Marschmusik.
Die Trompeter (Musiker der berittenen Truppen) waren stets den Eskadrons als Signaltrompeter zugeordnet. Sie mussten die Befehle musikalisch der Truppe mitteilen, da beim Kampfeslärm diese durch Worte nicht mehr verstanden wurden. Nur im Regimentsverband traten sie im Frieden als Trompeterkorps auf.
Weitere Aufgaben hatte das Trompeterkorps beim Paradieren und Präsentieren. Paraden wurden zu Fuß und zu Pferd abgehalten. Dafür gab es für jede Gangart eigene Märsche, die dem Regiment per kriegsministeriellen Erlass zugeordnet wurden. Der Parademarsch zu Fuß für das marschierende Regiment in Regimentskolonne. Die Parademärsche im Schritt (zu Pferd), im Trab und im Galopp. Letzterer war äußerst selten, da im Galopp sehr viel Staub aufgewirbelt wurde und dies der Darstellung einer Parade eher störend war. Außerdem war es für die Musiker schwierig, im Galopp zu blasen. Ein weiterer Marsch, der Präsentiermarsch, war für das Präsentieren vor einer hohen Persönlichkeit zugeordnet.
Ein Signal-Trompeter musste mindestens 40 Hornsignale aus dem Stegreif auswendig blasen können. Besonders beim Exerzieren wurde von ihm verlangt, jeden Befehl sofort als Trompeten-Signal an seine Eskadron weiterzugeben. Zuletzt probte jedes Trompeterkorps auch für Konzerte in der Garnison. Es waren häufig sonntägliche Vormittagskonzerte zur Erbauung für die Bevölkerung. Ebenso wurde gerne sein Können gezeigt, wenn eine hohe Persönlichkeit die Garnison besuchte. Der Musikmeister organisierte in manchen Jahren Konzertreisen im In- und Ausland. Dabei wurde die Korpskasse aufgebessert und es wurden nicht etatmäßige Instrumente beschafft – manchmal sogar Streichinstrumente, die im 19. Jahrhundert von jedem Musiker beherrscht wurden.

## Der Alltag im Frieden
Der Alltag eines Trompeters in Friedenszeiten war etwa folgender: In der Kaserne bliesen die „Trompeter der Wache“ früh morgens „das Wecken“ mit drei Posten (vgl. Zapfenstreich der berittenen Truppen). Die Truppe stand auf, machte ihre Betten und bereitete das Frühstück.
Durch die Signale „Futter holen“ und „Futtern“ wurde jedem Kavalleristen befohlen, sein Pferd zu versorgen.
Eine Stallwache sorgte ohnehin dafür, dass kein Pferd bei Erkrankung ohne Pflege war.
Dann wurde der Eskadron durch die Signale „Satteln“, „Aufsitzen“ und „Ausrücken“ mitgeteilt, dass zum Exerzieren auf den Garnisonsübungsplatz geritten wurde. Dabei gab es für jede der fünf Eskadrons eines Regimentes ein eigenes Signal, den Regimentsruf, damit jeder wusste, wer gemeint war. Selbstverständlich hatte jedes der 110 Kavallerieregimenter ebenso seinen Regimentsruf.
Erfolgte das Ausrücken in Regimentskolonne, so ritt das Trompeterkorps in voller Besetzung voran, also auch mit Kesselpauken. Dieses Aus- und Einrücken war für die Zivilbevölkerung eine tägliche Attraktion, der man sehr aufgeschlossen war. Münchner Bürger bedauerten es außerordentlich, als ihr 1. Schweres Reiterregiment 1902 in die neue Prinz-Leopold-Kaserne in die Nähe des Truppenübungsplatzes Oberwiesenfeld zog und dieses tägliche Ritual entfiel.
Nach dem Ausrücken gaben alle Trompeter ihre Blechinstrumente beim Regimentsstab ab und eilten zu ihren Eskadrons zum Gefechtsexerzieren. Die Signaltrompeten hatte man schon in der Frühe beim Antreten umgehängt. Jetzt wurden sie ständig gebraucht. Am Abend wurden die Blechblasinstrumente beim Stab wieder aufgenommen und beim Einrücken in Formation musiziert.
In der Regel um 10:00 nachts blies der „Trompeter der Wache“ den „Zapfenstreich der Kavallerie“ mit seinen drei Posten. Dies war das Zeichen für die Nachtruhe in der Kaserne.